# Bodor Antal
Léczfalvi Bodor Antal (Kolozsvár, 1878. január 8. – Budapest, Terézváros, 1955. január 3.) közgazdász, gazdasági szakíró.

## Élete
Bodor Antal és szárazajtai Incze Ida gyermekeként született. A kolozsvári egyetemen szerzett jogi doktorátust, majd 1927-ben a budapesti Műegyetemen a községfejlesztés című tárgykörből nyert magántanári képesítést.
Működését a kolozsvári Takarékpénztárnál mint ügyészhelyettes kezdte, 1905-ben megszervezte a Kisbirtokosok Országos Földhitelintézetének megbízásából a bank vidéki kirendeltségeit. 1920-tól az Országos Faluszövetség (1923-tól „Falu” Országos Földmíves Szövetség) főtitkára, majd igazgatója, 1935-től pedig a Falukutató Intézet igazgatója lett.
1908-ban megalapította és 1914-ig szerkesztette is Szegeden az Alföldi Gazda és 1911–1914 között a Magyar Föld című folyóiratokat.
1924-1927 között a Falu című lap felelős szerkesztője, 1928-ig pedig a Falu Könyvtára című sorozat szerkesztője.
Budapesten, 1955. január 3-án, 77 évesen érte a halál.

## Munkássága
Bodor Antal a magyar falukutatás egyik úttörője volt, szakirodalmi munkássága is elsősorban a falu életére vonatkozik.

## Főbb művei
- Délmagyarországi telepítések története és hatása a mai közállapotokra (Budapest, 1914)[6]
- Lécfalva a háborúban. Egy székely község monográfiája (Budapest, 1918)[7] (különlenyomat a Magyar Gazdák Szemléjéből)
- A falu megismerése (Budapest, 1923)
- A jövő faluja (Budapest, 1927, angol nyelven is megjelent)
- Magyarország termőföldjének értéke és terhei (Budapest, 1927, francia nyelven is megjelent)
- Budapest mezőgazdasága (Budapest, 1933)
- A falufejlesztés alapvetése (Budapest, 1934)
- A falukutatás vezérfonala (Budapest, 1935)
- Magyarország helyismereti könyvészete 1827-1940 (Budapest, 1944)

Kéziratban maradtak Bodor kérdőíves statisztikái, amelyeket az 1920-as években készített magyarországi falvakban. Halála után az anyagot özvegye eladta a Magyar Mezőgazdasági Múzeumnak. Napjainkban az iratok a múzeum Agrártörténeti Iratok Gyűjteményében találhatók.